# Moriyuki Kato
Moriyuki Kato (jap. 加戸 守行, Kato Moriyuki; * 18. September 1934 in Dairen, Region Kantō, Mandschukuo/Kaiserreich Japan; † 21. März 2020) war ein japanischer Politiker. Er war von 1999 bis Dezember 2010 Gouverneur der Präfektur Ehime.

## Werdegang
Kato schloss 1957 sein rechtswissenschaftliches Studium an der Universität Tokio ab und wurde anschließend Beamter im Kultusministerium, wo er unter anderem mehrere Jahre in der Kulturbehörde und ab 1988 als Leiter des Ministersekretariats (daijin-kambō-chō) tätig war. Ab 1989 leitete er zunächst die kōritsu gakkō kyōsai kumiai, den „Wohlfahrtsverband der Lehrer an öffentlichen Schulen“ (engl. Japan Mutual Aid Association of Public Teachers), danach das Nihon geijutsu bunka shinkōkai, die „Japanische Gesellschaft zur Förderung von Kunst und Kultur“ (engl. Japan Arts Council), eine Selbstverwaltungskörperschaft des Kultusministeriums, dann ab 1995 die Nihon ongaku chosakuken kyōkai, die „Japanische Gesellschaft für Musikurheberrechte“ (engl. Japanese Society for Rights of Authors, Composers and Publishers).
1999 kandidierte Kato gegen Amtsinhaber Sadayuki Iga als Gouverneur von Ehime. Kato erhielt über 420.000 Stimmen und konnte damit Iga (knapp 240.000) und drei weitere Kandidaten klar schlagen. 2003 und 2007 wurde er gegen nur einen bzw. zwei Gegenkandidaten klar im Amt bestätigt.
In Katos Amtszeit fielen unter anderem 2001 die Kollision des von der Präfektur betriebenen Fischereiausbildungsschiffes Ehime mit einem atomgetriebenen Unterseeboot der US Navy, der Greeneville und die Genehmigung und Nutzung (ab 2010) von – von Teilen der Bevölkerung abgelehnten – MOX-Brennelementen im Kernkraftwerk Ikata; für die Kooperation erhielt die Präfekturregierung 6 Mrd. Yen Subventionen.
Im Mai 2010 kündigte Kato an, bereits vor Ablauf seiner dritten Amtszeit 2011 zurücktreten zu wollen, im September 2010 reichte er seinen Rücktritt beim Präfekturparlament ein. Am 28. November 2010 wurde der ehemalige Bürgermeister von Matsuyama, Tokihiro Nakamura, zu Katos Nachfolger gewählt.